# Rhyssa petiolata
Rhyssa petiolata är en stekelart som beskrevs av Charles Thomas Brues 1906. Rhyssa petiolata ingår i släktet Rhyssa och familjen brokparasitsteklar. Inga underarter finns listade i Catalogue of Life.